# Михаил Ковачев (революционер)
Вижте пояснителната страница за други личности с името Михаил Ковачев.
Михаил Антонов Ковачев или Ковачов е български учител и революционер, щипски деец на Вътрешната македоно-одринска революционна организация.

## Биография
Михаил Ковачев е роден в 1842 година в Щип, тогава в Османската империя. Брат е на просветния деец Йосиф Ковачев и негов най-близък помощник при въвеждането на звучната метода, въведена успешно в Прилепското мъжко училище. Работи като учител в Скопие (1863), Щип (1871-1873) и Солун (1878-1879) и Ново село, Щипско (1879 -1880). В 1871 година оглавява Тайния революционен комитет в Щип. След 1878 година продължава да работи като учител.
През ноември 1898 година се нарежда сред основателите на Щипското благотворително братство в София. В 1901 година Ковачев като председател на Софийското македоно-одринско дружество, най-силното и най-многочисленото в Македоно-одринската организация, участва активно на страната на Борис Сарафов в борбата против привържениците на генерал Иван Цончев. След Деветия македоно-одрински конгрес, на който той е депутат от Софийското дружество заедно с Тома Давидов, синът му, бивш член на комитета и виден сарафист, Владислав Ковачев пише брошура, озаглавена „Отворено писмо“, в която се тиражират скандалите от конгресните дебати, а на 1 октомври 1901 година настоятелството на софийското македоно-одринско дружество, пише писмо до ВМОК с искане за информация за направеното разследване на злоупотребите и опровергаване на обвиненията срещу бившия комитет. Новият цончевистки ВМОК нарича брошурата „куп хули и оскърбления“, „грозно престъпление“ и „същинско предателство“, а писмото – намеса в компетенциите на ВМОК.
В отговор ВМОК се опитва да суспендира мандата на настоятелството на софийското дружество. На общото събрание на дружеството на 21 октомври Михаил Ковачев е обвинен, че писмото на настоятелството е негова лична инициатива, сарафистите не позволяват на генерал Цончев да говори и почти се стига до сбиване. На 23 октомври са проведени две успоредни събрания на дружеството – на цончевисти и сарафисти и са избрани две настоятелства – първа крачка към разцеплението след една година на цялата Македоно-одринска организация.
Включва се в дейността на ВМОРО и заедно с двамата си синове Владислав Ковачев и Владимир Ковачев участва в подготовката на Илинденско-Преображенското въстание. Третият му син Антон Ковачев е български офицер. Със съпругата му Елена имат още петима сина – Георги, Александър, Йосиф (убит на фронта през Първата световна война), Иван  и Йордан, и една дъщеря – Екатерина (Катя), по мъж Костова, учителка. Умира в 1908 година.

## Родословие
|                       |                       |                       |                       |                             |                             |                             |                             |                                 |                                 |                                 |                                 | Антон Ковачев                   |                                 |  |  |                                |                                |                                |                                |                                |                                |  |  |                             |                             |                             |                             |                              |                              |                              |                              |                              |                              |                              |                              |                              |                              |  |  |                             |                             |                             |                             |                             |                             |
|                       |                       |                       |                       |                             |                             |                             |                             |                                 |                                 |                                 |                                 |                                 |                                 |  |  |                                |                                |                                |                                |                                |                                |  |  |                             |                             |                             |                             |                              |                              |                              |                              |                              |                              |                              |                              |                              |                              |  |  |                             |                             |                             |                             |                             |                             |
|                       |                       |                       |                       |                             |                             |                             |                             |                                 |                                 |                                 |                                 |                                 |                                 |  |  |                                |                                |                                |                                |                                |                                |  |  |                             |                             |                             |                             |                              |                              |                              |                              |                              |                              |                              |                              |                              |                              |  |  |                             |                             |                             |                             |                             |                             |
| Екатерина Костадинова | Екатерина Костадинова | Екатерина Костадинова | Екатерина Костадинова | Екатерина Костадинова       | Екатерина Костадинова       |                             |                             | Йосиф Ковачев (1839 – 1898)     | Йосиф Ковачев (1839 – 1898)     | Йосиф Ковачев (1839 – 1898)     | Йосиф Ковачев (1839 – 1898)     | Йосиф Ковачев (1839 – 1898)     | Йосиф Ковачев (1839 – 1898)     |  |  | Михаил Ковачев (1840 – 1908)   | Михаил Ковачев (1840 – 1908)   | Михаил Ковачев (1840 – 1908)   | Михаил Ковачев (1840 – 1908)   | Михаил Ковачев (1840 – 1908)   | Михаил Ковачев (1840 – 1908)   |  |  |                             |                             |                             |                             |                              |                              |                              |                              |                              |                              |                              |                              |                              |                              |  |  |                             |                             |                             |                             |                             |                             |
| Екатерина Костадинова | Екатерина Костадинова | Екатерина Костадинова | Екатерина Костадинова | Екатерина Костадинова       | Екатерина Костадинова       |                             |                             | Йосиф Ковачев (1839 – 1898)     | Йосиф Ковачев (1839 – 1898)     | Йосиф Ковачев (1839 – 1898)     | Йосиф Ковачев (1839 – 1898)     | Йосиф Ковачев (1839 – 1898)     | Йосиф Ковачев (1839 – 1898)     |  |  | Михаил Ковачев (1840 – 1908)   | Михаил Ковачев (1840 – 1908)   | Михаил Ковачев (1840 – 1908)   | Михаил Ковачев (1840 – 1908)   | Михаил Ковачев (1840 – 1908)   | Михаил Ковачев (1840 – 1908)   |  |  |                             |                             |                             |                             |                              |                              |                              |                              |                              |                              |                              |                              |                              |                              |  |  |                             |                             |                             |                             |                             |                             |
|                       |                       |                       |                       |                             |                             |                             |                             |                                 |                                 |                                 |                                 |                                 |                                 |  |  |                                |                                |                                |                                |                                |                                |  |  |                             |                             |                             |                             |                              |                              |                              |                              |                              |                              |                              |                              |                              |                              |  |  |                             |                             |                             |                             |                             |                             |
|                       |                       |                       |                       |                             |                             |                             |                             |                                 |                                 |                                 |                                 |                                 |                                 |  |  |                                |                                |                                |                                |                                |                                |  |  |                             |                             |                             |                             |                              |                              |                              |                              |                              |                              |                              |                              |                              |                              |  |  |                             |                             |                             |                             |                             |                             |
| Анастасия Размова     | Анастасия Размова     | Анастасия Размова     | Анастасия Размова     | Анастасия Размова           | Анастасия Размова           |                             |                             | Владислав Ковачев (1875 – 1924) | Владислав Ковачев (1875 – 1924) | Владислав Ковачев (1875 – 1924) | Владислав Ковачев (1875 – 1924) | Владислав Ковачев (1875 – 1924) | Владислав Ковачев (1875 – 1924) |  |  | Владимир Ковачев (1875 – 1910) | Владимир Ковачев (1875 – 1910) | Владимир Ковачев (1875 – 1910) | Владимир Ковачев (1875 – 1910) | Владимир Ковачев (1875 – 1910) | Владимир Ковачев (1875 – 1910) |  |  | Антон Ковачев (1877 – 1931) | Антон Ковачев (1877 – 1931) | Антон Ковачев (1877 – 1931) | Антон Ковачев (1877 – 1931) | Антон Ковачев (1877 – 1931)  | Антон Ковачев (1877 – 1931)  |                              |                              | Райна Ковачева (1880 – 1967) | Райна Ковачева (1880 – 1967) | Райна Ковачева (1880 – 1967) | Райна Ковачева (1880 – 1967) | Райна Ковачева (1880 – 1967) | Райна Ковачева (1880 – 1967) |  |  | Йосиф Ковачев (1885 – 1916) | Йосиф Ковачев (1885 – 1916) | Йосиф Ковачев (1885 – 1916) | Йосиф Ковачев (1885 – 1916) | Йосиф Ковачев (1885 – 1916) | Йосиф Ковачев (1885 – 1916) |
| Анастасия Размова     | Анастасия Размова     | Анастасия Размова     | Анастасия Размова     | Анастасия Размова           | Анастасия Размова           |                             |                             | Владислав Ковачев (1875 – 1924) | Владислав Ковачев (1875 – 1924) | Владислав Ковачев (1875 – 1924) | Владислав Ковачев (1875 – 1924) | Владислав Ковачев (1875 – 1924) | Владислав Ковачев (1875 – 1924) |  |  | Владимир Ковачев (1875 – 1910) | Владимир Ковачев (1875 – 1910) | Владимир Ковачев (1875 – 1910) | Владимир Ковачев (1875 – 1910) | Владимир Ковачев (1875 – 1910) | Владимир Ковачев (1875 – 1910) |  |  | Антон Ковачев (1877 – 1931) | Антон Ковачев (1877 – 1931) | Антон Ковачев (1877 – 1931) | Антон Ковачев (1877 – 1931) | Антон Ковачев (1877 – 1931)  | Антон Ковачев (1877 – 1931)  |                              |                              | Райна Ковачева (1880 – 1967) | Райна Ковачева (1880 – 1967) | Райна Ковачева (1880 – 1967) | Райна Ковачева (1880 – 1967) | Райна Ковачева (1880 – 1967) | Райна Ковачева (1880 – 1967) |  |  | Йосиф Ковачев (1885 – 1916) | Йосиф Ковачев (1885 – 1916) | Йосиф Ковачев (1885 – 1916) | Йосиф Ковачев (1885 – 1916) | Йосиф Ковачев (1885 – 1916) | Йосиф Ковачев (1885 – 1916) |
|                       |                       |                       |                       |                             |                             |                             |                             |                                 |                                 |                                 |                                 |                                 |                                 |  |  |                                |                                |                                |                                |                                |                                |  |  |                             |                             |                             |                             |                              |                              |                              |                              |                              |                              |                              |                              |                              |                              |  |  |                             |                             |                             |                             |                             |                             |
|                       |                       |                       |                       | Жени Ковачева (1905 – 1994) | Жени Ковачева (1905 – 1994) | Жени Ковачева (1905 – 1994) | Жени Ковачева (1905 – 1994) | Жени Ковачева (1905 – 1994)     | Жени Ковачева (1905 – 1994)     |                                 |                                 |                                 |                                 |  |  |                                |                                |                                |                                |                                |                                |  |  |                             |                             |                             |                             | Михаил Ковачев (1905 – 1972) | Михаил Ковачев (1905 – 1972) | Михаил Ковачев (1905 – 1972) | Михаил Ковачев (1905 – 1972) | Михаил Ковачев (1905 – 1972) | Михаил Ковачев (1905 – 1972) |                              |                              |                              |                              |  |  |                             |                             |                             |                             |                             |                             |